# Рајтенбух
Рајтенбух (њем. Raitenbuch) општина је у њемачкој савезној држави Баварска. Једно је од 27 општинских средишта округа Вајсенбург-Гунценхаузен. Према процјени из 2010. у општини је живјело 1.152 становника. Посједује регионалну шифру (AGS) 9577163.

## Географски и демографски подаци
Рајтенбух се налази у савезној држави Баварска у округу Вајсенбург-Гунценхаузен. Општина се налази на надморској висини од 559 метара. Површина општине износи 38,2 km². У самом мјесту је, према процјени из 2010. године, живјело 1.152 становника. Просјечна густина становништва износи 30 становника/km².